# Cestina
Il Céstina è un piccolo torrente dell'Appennino tosco-romagnolo, affluente da sinistra del fiume Senio. È l'unico affluente del Senio che scorre anche nella provincia di Bologna.

## Geografia fisica
Nasce dal monte Macchia dei Cani (968 m), una montagna posta sul confine tra la provincia di Bologna e quella di Ravenna, a circa 780 metri di altitudine. Il percorso del rio, abbastanza lineare, è divisibile in tre tratti: nel primo, da sud a nord, il Cestina scorre sul fondovalle tra monte Santa Croce (742 m) e monte Acuto (735 m); nel secondo tratto piega verso est passando vicino alle falde del monte Carnevale (711 m); il tratto finale è ovest-est. Al termine degli 8,4 km del suo percorso si getta nel fiume Senio.

## Geografia politica
Nasce in Provincia di Bologna, scorrendo nel territorio comunale di Castel del Rio; entra poi per un breve tratto nella provincia di Ravenna, nel comune di Casola Valsenio, per poi rientrare nella provincia di Bologna per neanche un chilometro e infine rientra nella provincia di Ravenna. Termina il suo percorso presso la frazione Baffadi del Comune di Casola Valsenio.